# Patinação artística nos Jogos Olímpicos de Inverno de 1984 - Individual masculino
A competição individual masculina da patinação artística nos Jogos Olímpicos de Inverno de 1984 foi disputado entre 23 patinadores.

## Medalhistas
| Ouro   | USA Scott Hamilton |
| Prata  | CAN Brian Orser    |
| Bronze | TCH Jozef Sabovčík |

## Resultados
| #                 | Nome                   | País                   | CF | PC | PL | TFP  |
| ----------------- | ---------------------- | ---------------------- | -- | -- | -- | ---- |
| Medalha de ouro   | Scott Hamilton         | USA Estados Unidos     | 1  | 2  | 2  | 3.4  |
| Medalha de prata  | Brian Orser            | CAN Canadá             | 7  | 1  | 1  | 5.6  |
| Medalha de bronze | Jozef Sabovčík         | TCH Checoslováquia     | 4  | 5  | 3  | 7.4  |
| 4                 | Rudi Cerne             | FRG Alemanha Ocidental | 3  | 6  | 4  | 8.2  |
| 5                 | Brian Boitano          | USA Estados Unidos     | 8  | 3  | 5  | 11.0 |
| 6                 | Jean-Christophe Simond | FRA França             | 2  | 4  | 9  | 11.8 |
| 7                 | Alexander Fadeev       | URS União Soviética    | 5  | 8  | 7  | 13.2 |
| 8                 | Vladimir Kotin         | URS União Soviética    | 11 | 9  | 6  | 16.2 |
| 9                 | Norbert Schramm        | FRG Alemanha Ocidental | 9  | 7  | 8  | 16.2 |
| 10                | Heiko Fischer          | FRG Alemanha Ocidental | 6  | 10 | 12 | 19.6 |
| 11                | Gary Beacom            | CAN Canadá             | 10 | 11 | 11 | 21.4 |
| 12                | Grzegorz Filipowski    | POL Polônia            | 12 | 12 | 15 | 27.0 |
| 13                | Mark Cockerell         | USA Estados Unidos     | 18 | 17 | 10 | 27.6 |
| 14                | Masaru Ogawa           | JPN Japão              | 16 | 14 | 14 | 29.2 |
| 15                | Laurent Depouilly      | FRA França             | 14 | 13 | 16 | 29.6 |
| 16                | Falko Kirsten          | GDR Alemanha Oriental  | 15 | 21 | 13 | 30.4 |
| 17                | Lars Åkesson           | SWE Suécia             | 13 | 15 | 18 | 31.8 |
| 18                | Zhaoxiao Xu            | CHN China              | 22 | 18 | 17 | 37.4 |
| 19                | Cameron Medhurst       | AUS Austrália          | 19 | 16 | 20 | 37.8 |
| 20                | Jaime Eggleton         | CAN Canadá             | 20 | 19 | 19 | 38.6 |
| 21                | Miljan Begovic         | YUG Iugoslávia         | 17 | 22 | 21 | 40.0 |
| 22                | Paul Robinson          | GBR Grã-Bretanha       | 21 | 20 | 22 | 42.6 |
| 23                | Jae-Hyung Cho          | KOR Coreia do Sul      | 23 | 23 | 23 | 46.0 |

Legenda
| Recorde mundial      | Recorde mundial (World record)               |                       | Recorde africano                      | Recorde africano (African) |                                           | Q | Classificado por posição (Qualified) |
| Recorde olímpico     | Recorde olímpico (Olympic record)            | Recorde da América    | Recorde da América (Americas)         | q                          | Classificado por melhor tempo (Qualified) |   |                                      |
| Melhor marca do ano  | Melhor marca do ano (World leading)          | Recorde asiático      | Recorde asiático (Asian)              | DNS                        | Não largou (Did not start)                |   |                                      |
| Recorde nacional     | Recorde nacional (National record)           | Recorde europeu       | Recorde europeu (European)            | DNF                        | Não terminou (Did not finish)             |   |                                      |
| Recorde pessoal      | Recorde pessoal do atleta (Personal best)    | Recorde da Oceania    | Recorde da Oceania (Oceania)          | DSQ / DQ                   | Desclassificado (Disqualified)            |   |                                      |
| Recorde da temporada | Recorde da temporada do atleta (Season best) | Recorde sul-americano | Recorde sul-americano (South America) | NM                         | Sem marca (No mark)                       |   |                                      |